# Olga Ruin
Olga Karin Elisabeth Ruin, född 8 maj 1994, är en svensk filmkritiker och filmregissör.
Ruin är kritiker i Svenska Dagbladet och chefredaktör för filmtidskriften FLM.